# Homero Hurtado Cardiel
Jesús Homero Hurtado Cardiel, apodado Turbo, es un pelotari mexicano. Nació el 6 de noviembre de 1967 en Michoacán. Durante el Campeonato del Mundo de Pelota Vasca de 1994 ganó la medalla de oro en la especialidad de paleta goma junto a Edgar Salazar Sepúlveda. Para el Campeonato del Mundo de Pelota Vasca de 1998 obtuvo la medalla de plata en la especialidad de paleta goma al lado de Edgar Salazar Sepúlveda y nuevamente la misma medalla en el Campeonato del Mundo de Pelota Vasca de 2002 en la misma especialidad al lado de Edgar. En el Campeonato del Mundo de Pelota Vasca de 2006 ganó la medalla de oro al lado de Rodrigo Ledesma Ballesteros en la especialidad de paleta goma. En el Campeonato del Mundo de Pelota Vasca de 2010 consiguió el bronce junto con Marco Antonio Tovar Hernández en la misma especialidad..